# سرديان أوبرادوفيتش
سرديان أوبرادوفيتش (16 مارس 1970 في صربيا - ) هو لاعب كرة قدم صربي في مركز الدفاع. لعب مع سبورتينغ براغا ونابريداك كروشيفاتس ونادي أو إف كيه بيوغراد ونادي أوترخت ونادي رابوتنيتشكي ونادي بانسيريكوس وFK Radnički Pirot ‏ وPápai FC ‏ وزومباثلي هالاداس ‏ ونادي تاتابانيا ‏.